# Gala (re)
Gala, anche Gaia (... – Numidia, 207 a.C.), è stato un sovrano berbero, re di Numidia al tempo della seconda guerra punica.

## Biografia
Nel 213 a.C., durante il corso della seconda guerra punica, quando Siface si alleò con i Romani contro i Cartaginesi, Gala aveva un figlio di diciassette anni, Massinissa, di una tale indole che già da allora appariva che avrebbe ampliato i domini del regno di suo padre. I Cartaginesi informarono Gala del fatto che, i Romani e Siface avrebbero potuto, ora che erano alleati, combattere insieme sia in Spagna, sia in Africa, con grave danno per tutte le altre genti africane. Era necessario, pertanto, contrastare questa crescente potenza su entrambi i fronti. Fu facile persuadere Gala a inviare un esercito, poiché il figlio Massinissa insisteva a chiedere quella guerra. Poco dopo, infatti, Siface fu sconfitto in una grande battaglia in Africa, dai Cartaginesi e dalle truppe guidate dal giovane Massinissa. Si dice che caddero ben 30.000 uomini.
Morì nel 207 a.C., quando Massinissa con la cavalleria numida era impegnato in Spagna contro Scipione Africano. Secondo il costume numida gli succedette il fratello Esalce.